# Tenuiphantes aduncus
Tenuiphantes aduncus är en spindelart som först beskrevs av Zhu, Li och Yu-hua Sha 1986.  Tenuiphantes aduncus ingår i släktet Tenuiphantes och familjen täckvävarspindlar. Inga underarter finns listade i Catalogue of Life.